# Подъёмный переулок (Москва)
Подъёмный переу́лок (до 17 декабря 1925 года — Ната́лков переу́лок, до 1922 года — Ершо́вский переу́лок) — улица в Юго-Восточном административном округе города Москвы на территории Нижегородского района.

## История
Переулок получил современное название по заводу подъёмных машин (ныне — Московский завод автоматических линий и специальных станков). До 17 декабря 1925 года назывался Ната́лков переу́лок, до 1922 года — Ершо́вский переу́лок (происхождение названий не установлено).

## Расположение
Подъёмный переулок проходит от Смирновской улицы на северо-восток до территории Московского завода автоматических линий и специальных станков. Нумерация домов начинается от Смирновской улицы.

## Примечательные здания и сооружения
По нечётной стороне:
По чётной стороне:

## Транспорт

### Наземный транспорт
По Подъёмному переулку наземный общественный транспорт не проходит. На Смирновской улице расположена остановка «Подъёмный переулок» автобусов 365, 567.

### Железнодорожный транспорт
- Платформа Калитники МЦД-2 Курского направления Московской железной дороги — юго-западнее переулка, между Третьим транспортным кольцом и Нижегородской улицей.